# Euthalia recta
Euthalia recta är en fjärilsart som beskrevs av De Nicéville 1886. Euthalia recta ingår i släktet Euthalia och familjen praktfjärilar. Inga underarter finns listade i Catalogue of Life.